# Тлярата (Тляратинский район)
Тляра́та (авар. ЛъаратӀа) — село в Дагестане, административный центр Тляратинского района и одноимённого сельсовета.

## География
Село расположено на берегу реки Джурмут (Аварского Койсу), на расстоянии 258 км к юго-западу от города Махачкала.

## История
Село основано в 1926 году в связи с образованием района.

## Население
| 1869  | 1888  | 1895  | 1926  | 1939  | 1959 | 1970 |
| ----- | ----- | ----- | ----- | ----- | ---- | ---- |
| 139   | ↗213  | ↗238  | ↘208  | ↗603  | ↗670 | ↗808 |
| 1979  | 1989  | 2002  | 2010  | 2021  |      |      |
| ↗1011 | ↗1265 | ↗1773 | ↘1200 | ↗1547 |      |      |

## Известные уроженцы
- Гайдаров, Шахбан Курбанович (род. 1997) — российский футболист.
- Ибрагимов, Султан-Ахмед Магомедсалихович (род. 1975) — российский боксёр-профессионал, выступавший в тяжёлой весовой категории[13].

## Галерея

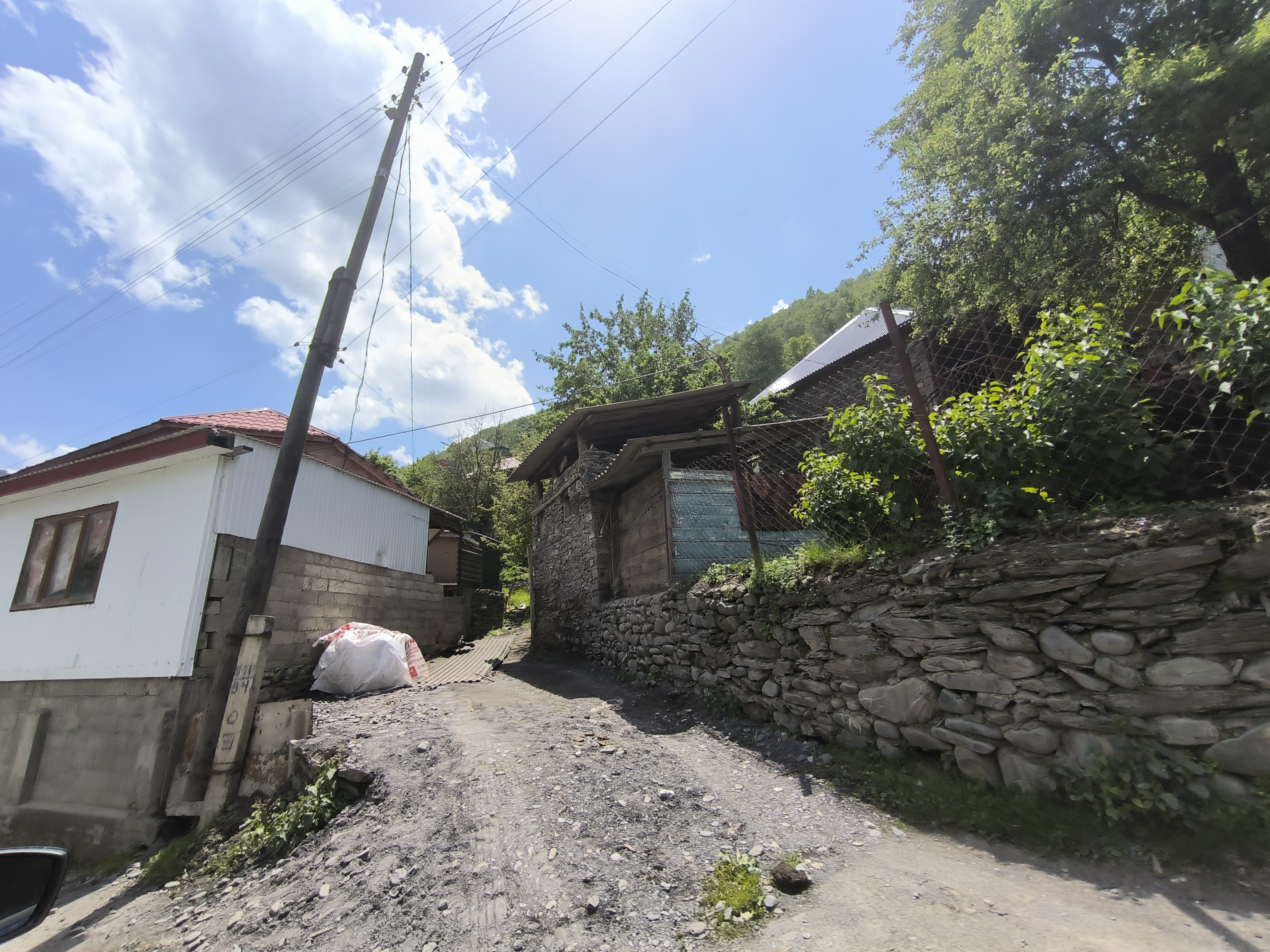
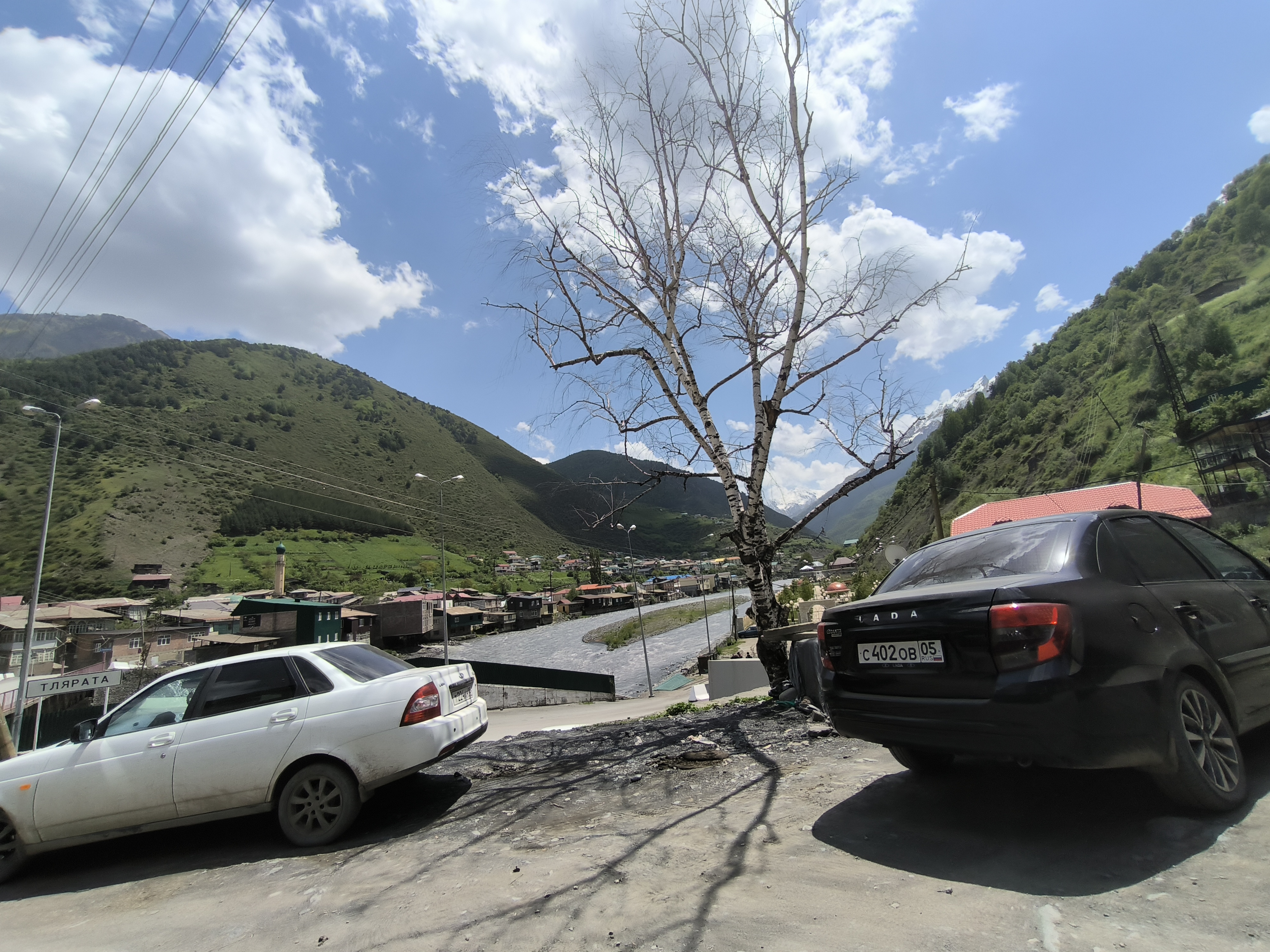
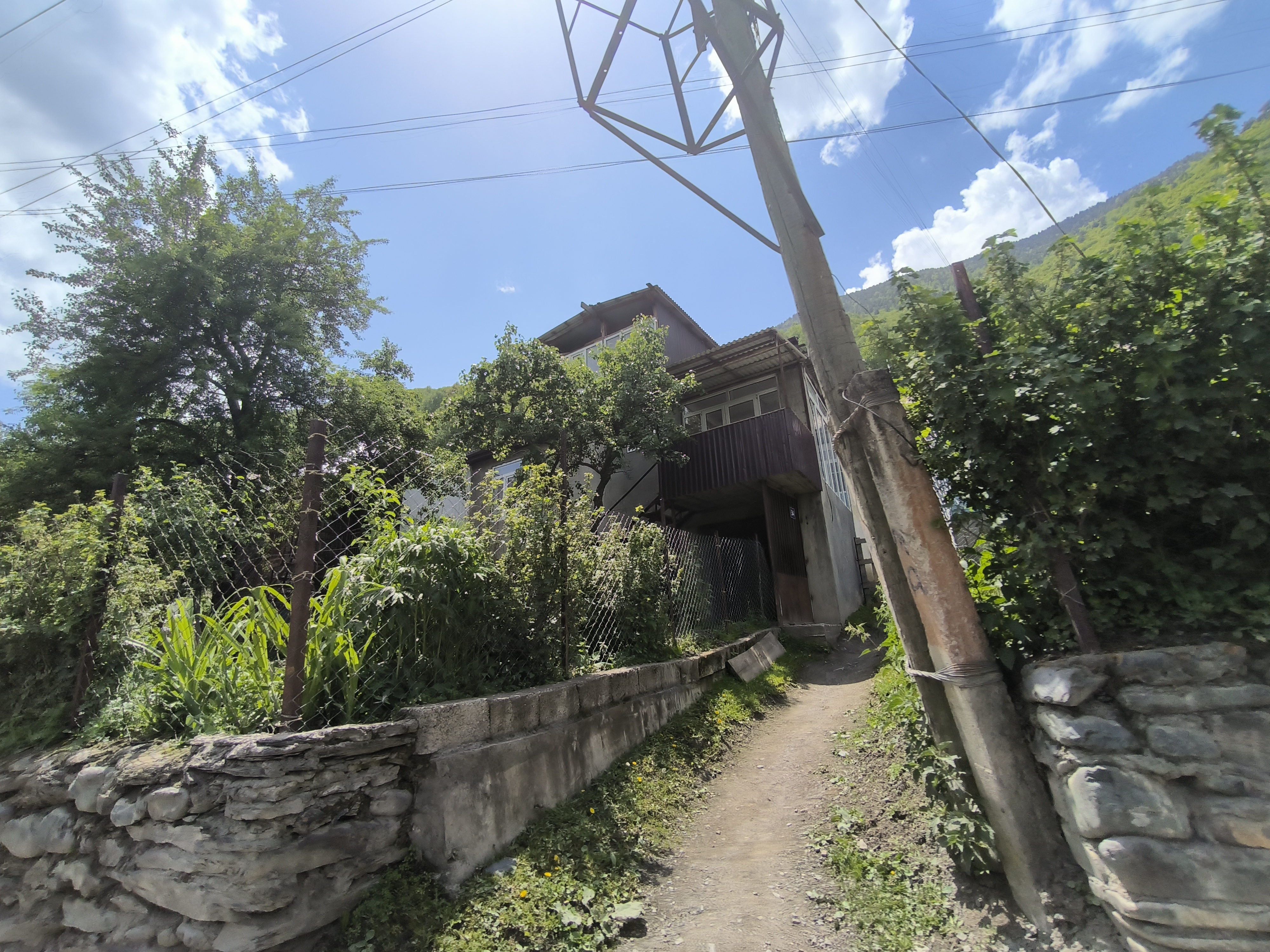
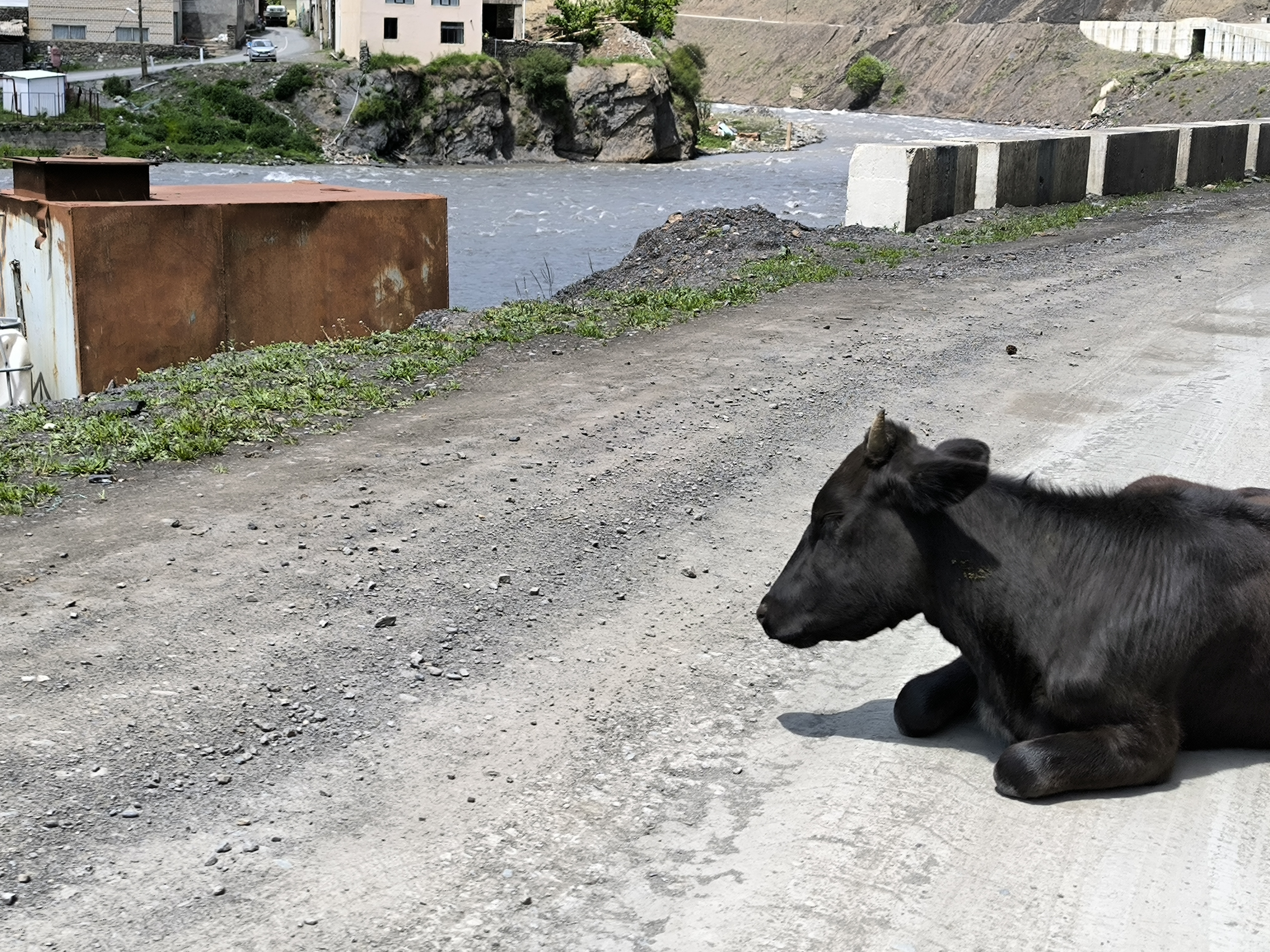
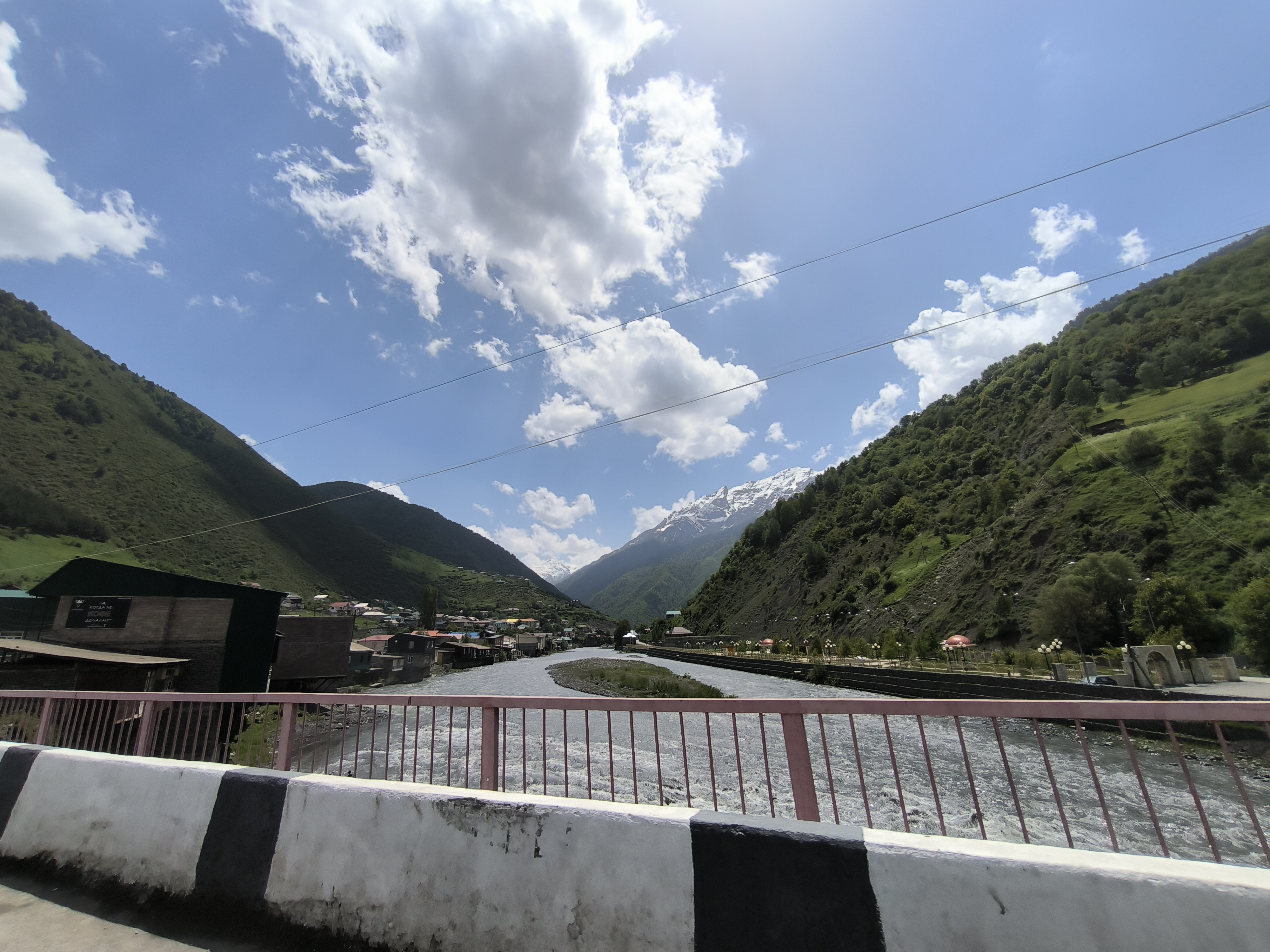
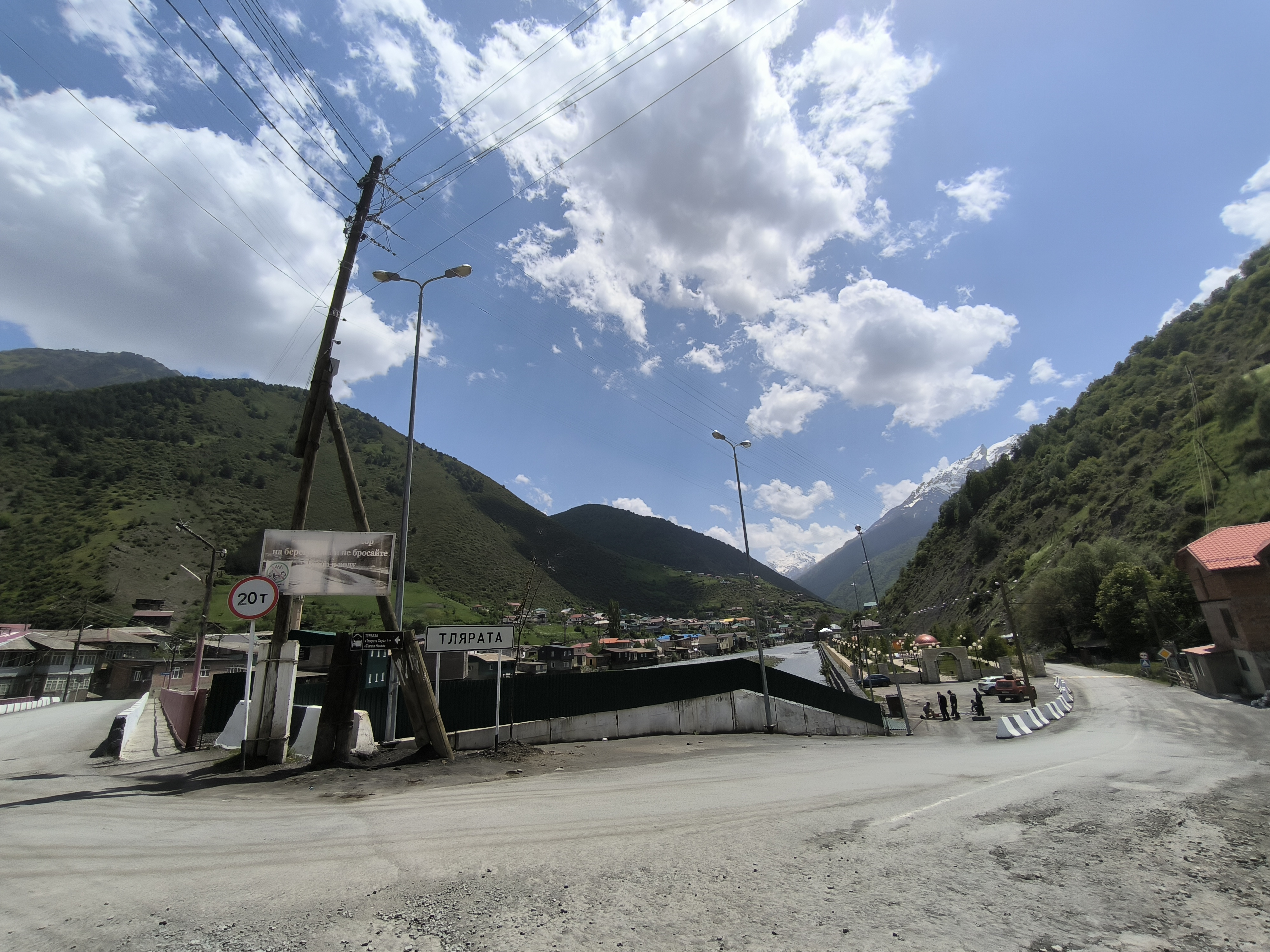
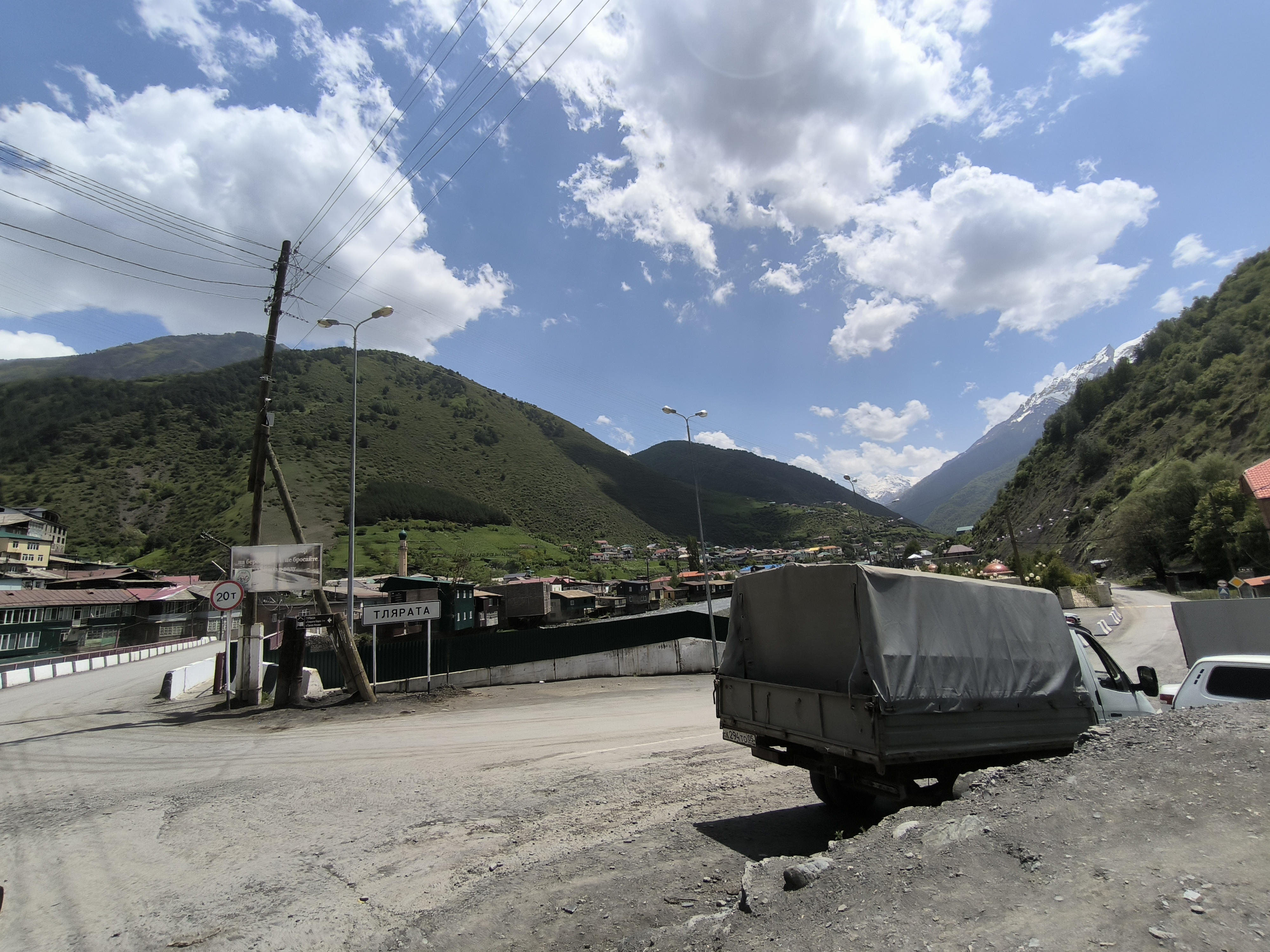
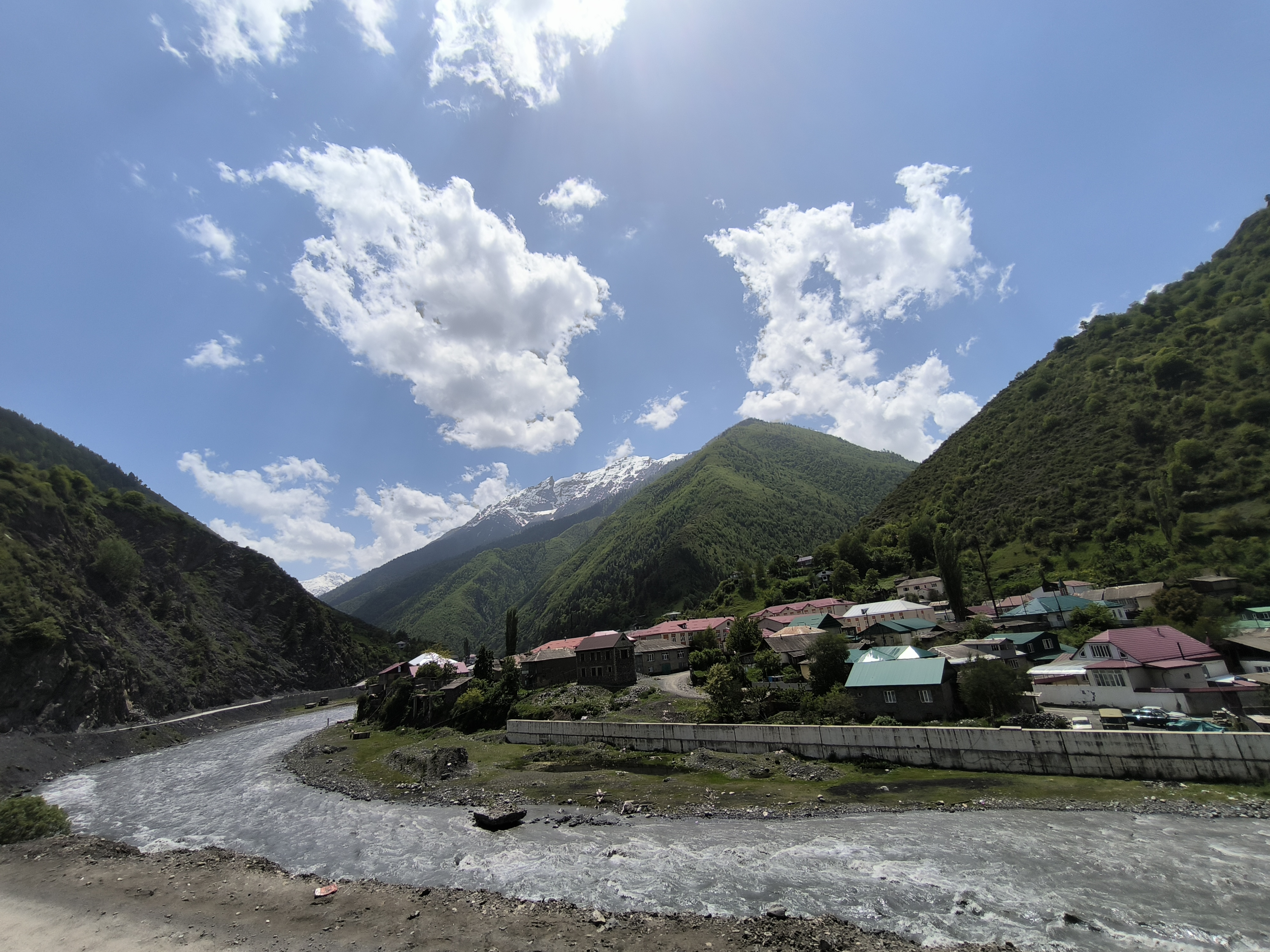
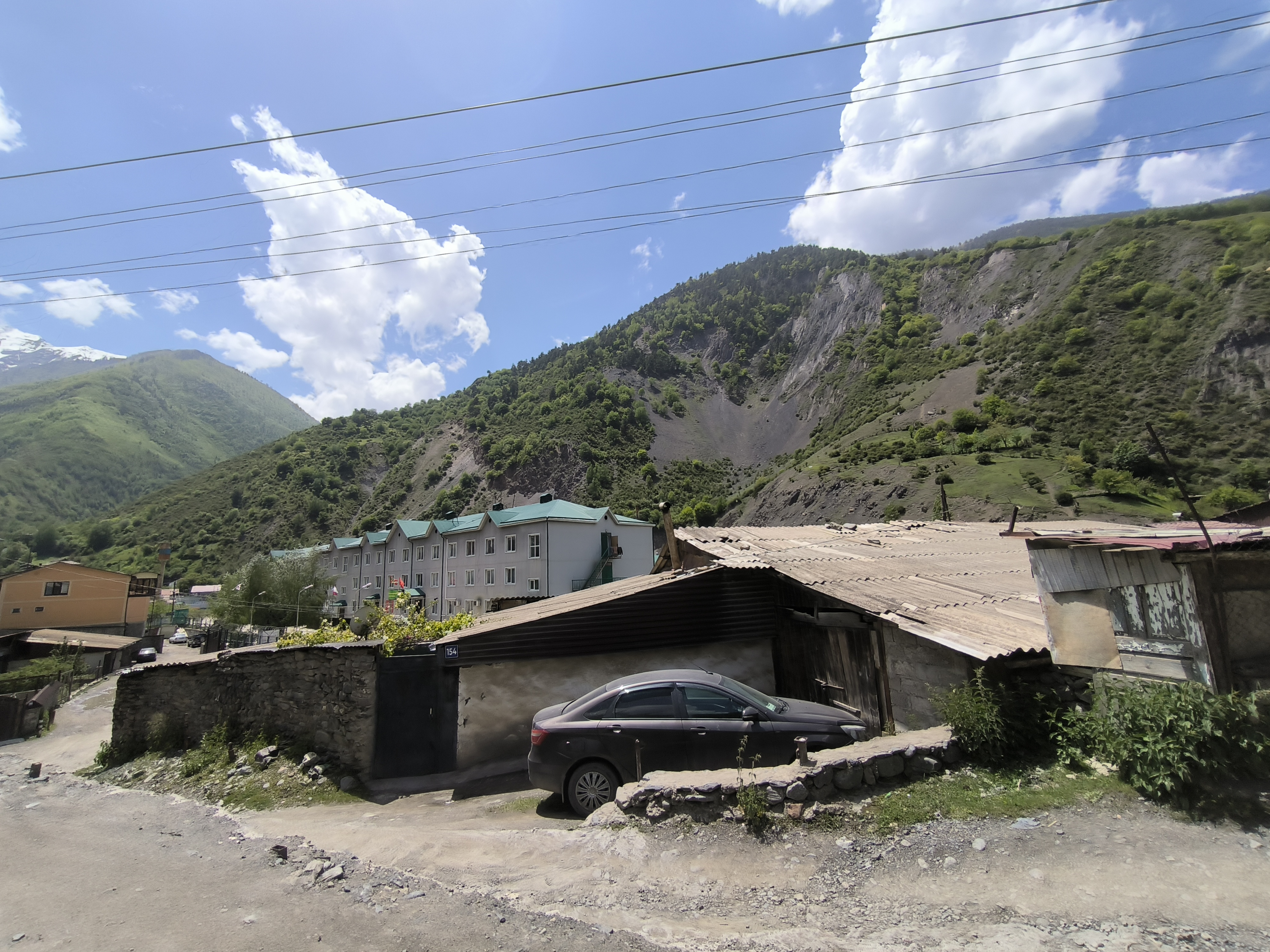
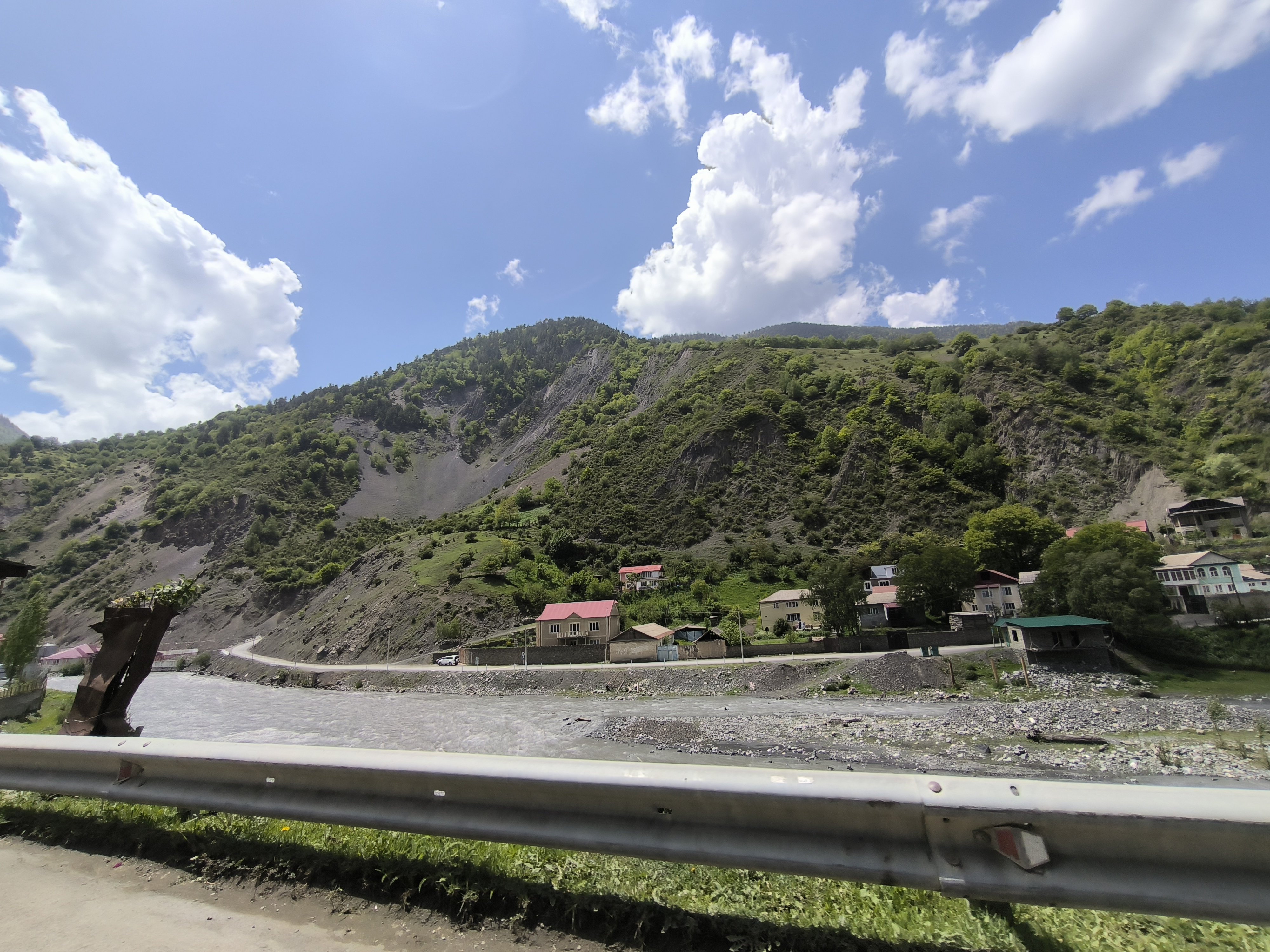